# 牧会活動事件
牧会活動事件（ぼっかいかつどうじけん）とは、1970年に、兵庫県立尼崎高等学校における学園闘争に関わり建造物侵入等の犯人として警察が捜査中だった高校生2人を、日本基督教団尼崎教会の牧師が保護し、警察の追及を逃れて龍野市の教会に1週間にわたって宿泊させた上で、最終的に警察に任意出頭させた行為が、犯人蔵匿にあたるとされた事件である。被告人は略式裁判にて有罪となったことを不服として、正式な裁判を求めた。1975年2月20日、神戸簡易裁判所での第1審で、牧師の行為が牧会活動であり、正当な業務行為として違法性を阻却するとした無罪判決が下され、確定したため、信教の自由に関する重要判例の1つとなっている。
この事件のきっかけとなった高校生2人の一連の犯行について、神戸家庭裁判所尼崎支部は1971年3月1日に不処分決定を下した。2人は、尼崎高校をいったん退学処分となった上で、編入試験を経て復学した。

## 判決
神戸簡易裁判所昭和50年2月20日判決は、最初に被告人の行為が犯人蔵匿に当たるか否かについて検討した上で「被告人の行為が果して蔵匿と評価しうるものであろうか。疑なしとしない。」として、明確な判断を避けた。また、被告人の行為を牧師としての正当な業務行為である牧会活動、「実質的には日本国憲法20条の信教の自由のうち礼拝の自由にいう礼拝の一内容」であると認定し、「宗教行為でありかつ公共の福祉に奉仕する牧会活動」と刑罰法規の関係において、「常に後者が前者に優越し、その行為は公共の福祉に反する（従ってその自由も制約を受け、引いては違法性を帯びる）ものと解するのは、余りに観念的かつ性急に過ぎる論であって採ることができない」という判断を示した。さらに、牧師の活動によって高校生2人が任意出頭に至ったことなどを踏まえ、「以上を綜合して、被告人の本件所為を判断するとき、それは全体として法秩序の理念に反するところがなく、正当な業務行為として罪とならないものということができる」として、無罪を言い渡した。

## 事件の意義
憲法に規定された信教の自由によって、宗教関係者の行為の違法性が阻却される場合があり得ることが示され、信教の自由と違法行為の関係をめぐって争われた後の裁判や、信教の自由の限界をめぐる議論に影響を与え、重要判例と位置づけられている。

## 判決への批判
宗教関係者の行為の違法性が阻却される場合の判断について、あるいは、そもそもそのような違法性の阻却が認められること自体に対して、様々な批判もある。また、判決文中のキリスト教についての記述に誤解ないし無理解が多く含まれているとする批判もある。結論としての違法性の阻却という判断は支持されるとしても、その根拠を信教の自由に求めたことへの懐疑論もある。